# Ricky Garcia
Ricky Garcia est un acteur américain né le 22 janvier 1999 à Porto Rico, connu pour son rôle de Naldo qui lui a été attribué en 2015 dans Best Friends Whenever  et pour être un membre du groupe de musique Forever In Your Mind. Il a également participé à Xfactor en 2010, ce qui lui a permis d'être plus connu. Il a fait un groupe avec Jon klassers et Emery kelly mais Jon a été remplacé en 2012 par Liam Attridge. Il fait aussi partie de Disney Channel. Avant de se lancer dans la musique, il était modèle.

## Filmographie
- 2015-2016: Best Friends Whenever (série TV) : Naldo
- 2017 : Méchant Menteur 2 (Bigger Fatter Liar) de Ron Oliver : Kevin Shepard
- 2019 : Souviens-toi, notre secret l'été dernier... (Secrets at the Lake) (TV) : Luke Pruitt
- 2021 : Ohana ou le trésor caché (Finding 'Ohana) de Jude Weng : Monks
- 2025 : New York, unité spéciale : Anthony Reed (saison 26, épisode 10)